# Джимара (село)
Джимара́ (осет. Джимара) — село в Пригородном районе Республики Северная Осетия — Алания. Входит в состав Даргавского сельского поселения.

## Географическое положение
Расположено на левом берегу реки Мидаграбиндон, к юго-западу от села Даргавс.

## Население
| 2002 | 2010 | 2021 |
| ---- | ---- | ---- |
| 39   | ↘34  | ↘33  |

## История
Джимара относится к числу аулов тагаурцев (средневековое общество восточных осетин) основанных еще в домонгольскую эпоху. Археологическими исследованиями Л. П. Семенова в 1925 году, были охвачены погребения включенные в могильник, расположенные на склонах горы, возвышающейся над аулом. Типологическая датировка склеповых сооружений показывает, что они образуют непрерывную линию развития. Наиболее древние подземные склепы относятся к аланскому периоду и датируются V–IX вв. н. э., более поздние – полуподземные – IX–XIV векам, а надземные – XIV–XVIII векам.
Село под именем «Берозов кабак» упоминаются в «Статейном списке 1604—1605 гг. русских послов в Грузию Михаила Татищева и дьяка Андрея Иванова», где останавливались грузинский «архиепископ и царевыближние люди». 4 августа 1604 г. послы писали царю России: «В Берозове кабаке встретили нас, холопий твоих, Аристовой матери дворецкий да с ним два азнаура». Поскольку послы сообщили об «Аристова князя приказчике Берозове», видимо Берозовы в то время были приближенными Ксанского эристава из аланского княжеского рода Сидамонта.
В Джимаре проживали Берозовы, Дзодзиевы, Варзиевы, Дзанаговы, Каллаговы, Цораевы и др., всего к 1780 году здесь насчитывалось 60 дворов. По преданию, Боцоевы (7 дворов) занимали верхний квартал села, Берозовы (13 дворов)  — нижний. Берозовы имели 7 башен (башня — осет. мæсыг) по названию их владельцев: Амуаты мæсыг, Быдарты мæсыг, Дударыхъхъы мæсыг, Газалыхъойы мæсыг, Мæцыхъойы мæсыг, Джитаты мæсыг, Мæрсагаты мæсыг. У Боцоевых было три башни: Джидаты мæсыг, Быдарты мæсыг и Хостыхъуаты мæсыг и трехэтажные дома-крепости (крепость — осет. гæнах). Мастерами-строителями этих сооружений называют братьев Гудиевых из села Абана, причем один из них строил башни, другой — крепости. На сегодняшний день наиболее сохранились башни Каллаговых, Дзанаговых и Варзиевых.
В селе местный житель построил на горной реке мини-ГЭС на 37 киловатт электроэнергии.

## Известные уроженцы
- Дзанагов Чермен Урузбекович (1920–2015) — советский и российский скульптор, народный художник РСФСР, заслуженный деятель искусств СОАССР.